# Авделци
Авделци (единствено число авделец, авделка, на гръцки: Αβδελλιώτες, авделиотес) са жителите на арумънската паланка Авдела, Егейска Македония, Гърция. Това е списък на най-известните от тях.

## Родени в Авдела
А — Б — В — Г — Д –
Е — Ж — З — И — Й –
К — Л — М — Н — О –
П — Р — С — Т — У –
Ф — Х — Ц — Ч — Ш –
Щ — Ю — Я

### А
- йеромонах Аверкий (1806 – ?), арумънски просветен деец
- Александру Караджани, румънски учен, лекар
- Апостол Маргарит (1832 – 1903), арумънски просветен деец

### Д
- Димитрие Абеляну (? – 1933), арумънски просветен деец
- Димитрис Агорастис (1903 – 1988), гръцки дърворезбар

### З
- Зисис Верос (Ζήσης Βέρρος), гръцки андартски деец от втори ред[1]

### Й
- Йоанис Хадзиянис (Ιωάννης Χατζηγιάννης, ? – 1908), гръцки андартски деец, четник на Андонис Влахакис, загинал[1]
- Йоан Караджани (1841 – 1921), румънски фолклорист и преводач, академик

### К
- Константин Кайрети, румънски просветен деец
- Константинос Тоцьос (1892 – 1951), гръцки военен

### М
- Братя Манаки – Милтон Манаки (1878 – 1954) и Янаки Манаки (1882 – 1964), балкански кинодейци

### Н
- Неофит II Сисанийски, сисанийски митрополит от 1792 до 1811
- Николае Папахаджи (? – 1931), арумънски активист
- Нуши Тулиу (1872 – 1941), румънски поет

### П
- Перикле Папахаджи (1872 – 1943), румънски фолклорист, лингвист и историк
- Перикле Чивика, арумънски просветен деец

### Т
- Таке Качиона (1885 – 1971), арумънски и румънски поет и публицист
- Таке Папахаджи (1892 – 1977), румънски лингвист, фолклорист и етнограф

## Други
- Адриан Папахаджи (р. 1976), румънски политик, по произход от Авдела